# Spirogyromyces
Spirogyromyces är ett släkte av svampar. Spirogyromyces ingår i divisionen oksvampar och riket svampar.
|                | Zygomycetes                                |
|                |                                            |
|                | Harpellales                                |
|                |                                            |
|                | Asellariales                               |
|                |                                            |
|                | Zoopagales                                 |
|                |                                            |
|                | Mucorales                                  |
|                |                                            |
|                | Mortierellales                             |
|                |                                            |
|                | Kickxellales                               |
|                |                                            |
|                | Entomophthorales                           |
|                |                                            |
|                | Dimargaritales                             |
|                |                                            |
|                | Basidiobolales                             |
|                |                                            |
|                | Nothadelphia                               |
|                |                                            |
|                | Densospora                                 |
|                |                                            |
| Spirogyromyces | \| \| Spirogyromyces vermicola \| \| \| \| |
|                | \| \| Spirogyromyces vermicola \| \| \| \| |
|                | Spirogyromyces vermicola                   |
|                |                                            |

|  | Spirogyromyces vermicola |
|  |                          |